# Sámuel Jósika

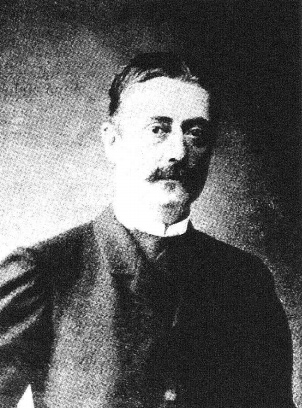
Samu Jósika

Baron Sámuel "Samu" Jósika de Branyicska (Salzburg, 23 augustus 1848 – Cluj, 4 juni 1923) was een Hongaars politicus, die van 1895 tot 1898 de functie van minister Naast de Koning uitoefende in de regering-Bánffy. Van 1910 tot 1912 was hij voorzitter van het Magnatenhuis, het hogerhuis van de Hongaarse Rijksdag. Jósika was lid van de Liberale Partij, nadien de Nationale Arbeidspartij. Na het Verdrag van Trianon was hij leider van de Országos Magyar Párt, de belangrijkste partij van de Hongaarse minderheid in Zevenburgen, dat sindsdien onder het Koninkrijk Roemenië viel.